# Heweliusz (krater księżycowy)
Heweliusz (Hevelius) – krater na powierzchni Księżyca o średnicy około 114 km, położony na współrzędnych selenograficznych ☾ 2,20°N 67,46°W/2,200000 -67,460000.
Decyzją Międzynarodowej Unii Astronomicznej w 1935 roku został nazwany nazwiskiem polskiego astronoma Jana Heweliusza.

## Satelickie kratery[1]
| Heweliusz | Szerokość | Długość  | Średnica |
| --------- | --------- | -------- | -------- |
| A         | 2,85° N   | 68,23° W | 14,01 km |
| B         | 1,36° N   | 68,98° W | 13,5 km  |
| D         | 3,05° N   | 60,91° W | 7,76 km  |
| E         | 2,96° N   | 65,78° W | 8,81 km  |
| J         | 0,8° N    | 69,9° W  | 13,13 km |
| K         | 1,58° N   | 70,08° W | 5,67 km  |
| L         | 2,04° N   | 70,48° W | 7,6 km   |